# 克里斯多福·伍爾
克里斯多福·伍爾（英語：Christopher Wool，1955年—），是一位美國藝術家。自1980年代以來，伍爾的藝術多半圍繞著後概念藝術思想的議題。他的妻子是同行畫家夏琳·馮·海爾（Charline von Heyl），他們居住和工作於紐約及德州馬爾法兩地。

## 早期生活及工作
伍爾出生於波士頓，是分子生物學家格洛里（Glorye）和精神科醫生艾拉·伍爾（Ira Wool）的兒子，成長於芝加哥。1973年，他搬到了紐約，並進入紐約藝術工作室學院（New York Studio School）與傑克·吐耳克伏（Jack Tworkov）和哈里·克萊默（Harry Krame）一起學習。在紐約藝術工作室學院進行了短暫的正式畫家培訓後，他決定退學並沉浸在地下電影和音樂的世界裡。1980年至1984年間，他兼任喬爾·夏皮羅（Joel Shapiro）的工作室助理。

## 作品
伍爾最出名的作品是他在白色畫布上繪製大型黑色的鏤空字母。據說，他的靈感是來自於看到一輛全新白色卡車上的塗鴉，於是他在1980年末期開始創作字畫。他的字畫使用頭韻形式，並經常將字元依網格拆分，或者刪除母音字母（如“TRBL”或“DRNK”），伍爾的字畫通常需要大聲朗讀才能理解其字義。
1988年，伍爾和與同行藝術家羅伯特·戈伯爾（Robert Gober），在303畫廊共同呈現了一個作品及裝置藝術展，其中包括伍爾的原創性的字畫《現代啟示錄》（Apocalypse Now 1988）。這件作品源自弗朗西斯·福特·科波拉（Francis Ford Coppola）的同名電影《現代啟示錄》（Apocalypse Now）中的一句名言，而該電影則是改編自約瑟夫·康拉德的小說《黑暗之心》。從1990年初到現在，絲網印刷一直是伍爾創作的主要工具。
伍爾在他的抽象畫中結合了創造與破壞，筆畫及油畫，自然興起的衝動和深思熟慮的行動。他用噴槍在畫布上畫線，然後馬上用一塊沾滿溶劑的布擦拭這些線條，這個動作所產生的效果讓清澈的線條被塗抹過的表面襯托的更為明顯。
肯尼·強森（Ken Johnson）於2000年在《紐約時報》上撰文，強調伍爾對街頭觀察的反思是很重要的：「在1980年，伍爾正在使用一種新流行的繪畫方式，將繪畫圖案用油漆滾筒印刷在白色畫布上。 有一天他看到一輛新的白色卡車，上面被人用噴漆噴了“SEX”和“LUV”的字樣。之後伍爾引用這些字在自己的畫裡，並用巨大的黑色鋼印字母做了一些畫作，上面寫著“Run Dog Run”或“Sell the House, Sell the Car, Sell the Kids.”等字樣。這些畫作描繪了我們懷著雄心壯志時膽怯又狂喜的心境，這與原本的我們不一樣。」
雖然伍爾最知名的身分是畫家，但他也是一名攝影師。自1990年中開始，他常在夜晚的紐約下東城和唐人街之間的街道上拍攝了大量的黑白照片，直到2002年該創作的後續工作才完成。2004年，由赫茲沃斯（Holzwarth）出版社，將此系列攝影作品共160張照片翻印集結成書，並以書名《East Broadway Breakdown》出版。
2012年，伍爾參與班傑明·米利彼得（Benjamin Millepied）的L.A.舞蹈專案，並為他們所構思的作品提供舞台佈景設計。

## 展覽
- 1998年，洛杉磯當代藝術博物館（Museum of Contemporary Art, Los Angeles）舉辦了伍爾的作品回顧展，之後陸續轉往匹茲堡的卡內基藝術博物館（Carnegie Museum of Art）和瑞士的巴塞爾藝術博物館（Kunsthalle Basel）展出。
- 2009年，他在德國科隆的路德維希美術館（Museum Ludwig）舉辦展覽；2012年則在巴黎現代藝術博物館（Musée d'Art Moderne de la Ville de Paris）舉辦。
- 2013年10月25日至2014年1月22日，在美國紐約所羅門·R·古根漢美術館（Solomon R. Guggenheim Museum）展出了伍爾作品的回顧展，並於2014年春季移至芝加哥藝術博物館（Art Institute of Chicago）繼續展出[12]。

## 榮譽成就
- 1989年 伍爾被任命為羅馬美國學院（American Academy in Rome）院士。
- 1992年 擔任德國學術交流總署（DAAD）的駐場藝術家，並獲得科隆路德維希博物館（Museum Ludwig）所頒發的沃夫岡罕獎（Wolfgang Hahn Prize）[13]。
- 2010年 榮獲愛滋病研究基金會（amfAR）的對抗愛滋病傑出藝術貢獻獎[5]。

## 藝術品市場
2006年，他在比佛利山莊的高古軒畫廊（Gagosian Gallery）舉辦了個展。
伍爾在1980年末到2000年初間創作的字畫是藝術品市場上最炙手可熱的作品；截至2013年為止，伍爾作品拍賣金額最高的前十名中有七幅是他的字畫。在2012年2月佳士得倫敦拍賣會上，一幅《Untitled》（1990年）的字畫打破了之前另一幅《FOOL》字畫的拍賣紀錄，賣出了490萬英鎊（770萬美元）的高價。2013年11月，藝術品經銷商克里斯托弗·范·德·威格（Christophe van de Weghe）代表佳士得紐約的客戶以2640萬美元購買了《Apocalypse Now》字畫。2015年伍爾巨大的黑白字畫《Riot》（1990），在蘇富比紐約以2990萬美元的價格成交。[16] 同月，用醇酸漆和石墨在紙上畫出〝RUN DOG EAT DOG RUN〞字樣的作品《Untitled》（1990），賣出了240萬美元，這是藝術家紙類作品的拍賣記錄。

## 個人生活
1997年，伍爾與同行的藝術家夏琳·馮·海爾（Charline von Heyl）結婚。

## 外部連結
- Wool's work at LA MoCA （页面存档备份，存于）
- Wool's personal homepage
- The Luhring Augustine Gallery （页面存档备份，存于）
- Simon Lee Gallery, London.